# Parc de la Muntanyeta
Parc de la Muntanyeta är en park i Spanien.   Den ligger i provinsen Província de Barcelona och regionen Katalonien, i den östra delen av landet, 500 km öster om huvudstaden Madrid. Parc de la Muntanyeta ligger 17 meter över havet.
Terrängen runt Parc de la Muntanyeta är kuperad åt nordväst, men åt sydost är den platt. Havet är nära Parc de la Muntanyeta söderut.  Närmaste större samhälle är Barcelona, 19,6 km nordost om Parc de la Muntanyeta. Runt Parc de la Muntanyeta är det i huvudsak tätbebyggt.